# Calosoma sayi
Calosoma sayi es una especie de escarabajo del género Calosoma, familia Carabidae. Fue descrita científicamente por Dejean en 1826.
Esta especie se encuentra en los Estados Unidos, México, Cuba y la isla de La Española.
Es una especie de escarabajo terrestre de la subfamilia Carabinae. Es un gran escarabajo negro lustroso. Su hábitat son los campos y las áreas alteradas y mide aproximadamente de 25 a 28 mm de largo, sus élitros ranurados tienen filas de puntos metálicos. Las larvas y los adultos se alimentan de otras larvas y pupas, específicamente de moscas y lepidópteros.